# Ministerium Clam-Martinic
Das Ministerium Clam-Martinic („Ministerium“ bezeichnete im damaligen Sprachgebrauch das ganze Kabinett) war eine der kurzlebigen Regierungen der österreichischen Länder (vulgo Cisleithanien) unter Kaiser Karl I. im Ersten Weltkrieg. Sie bestand vom 20. Dezember 1916 bis 23. Juni 1917.

## Amtszeit
Das Kabinett folgte auf das Ministerium Koerber II, das Kaiser Franz Joseph I. nach der Ermordung des Ministerpräsidenten Stürgkh am 21. Oktober 1916 ernannt hatte. Nachdem Franz Joseph am 21. November starb, wollte sein Nachfolger Karl I. die „ererbte“ Regierung auswechseln und enthob sie nach weiteren vier Wochen am 20. Dezember, Koerbers Ansuchen um Enthebung entsprechend. Das Ministerium Clam-Martinic war die erste von vier Regierungen Cisleithaniens, die der letzte Kaiser in den zwei Jahren seiner Herrschaft ernannte, ohne dass die Regierungswechsel Wesentliches an der Politik der österreichischen Länder und dem zunehmenden Auseinanderstreben ihrer Nationalitäten änderten.
Der seit Frühjahr 1914 vertagte Reichsrat wurde vom Kaiser zwar auf Vorschlag von Clam-Martinic für 30. Mai 1917 wieder einberufen, Vertreter der Nationalitäten gaben aber in der Eröffnungssitzung Erklärungen ab, in denen bereits angekündigt wurde, was beim Zerfall der Monarchie im Herbst 1918 tatsächlich geschah.
Staatsoberhaupt Cisleithaniens war Karl I., Kaiser von Österreich und König von Böhmen (bis 11. November 1918). Die gemeinsamen österreichisch-ungarischen Minister zu der Zeit waren:
- Minister des kaiserlichen und königlichen Hauses und des Äußern:
  - Stephan Burián von Rajecz 13. Jänner 1915 – 22. Dezember 1916
  - Ottokar Graf Czernin 22. Dezember 1916 – 14. April 1918
- Gemeinsamer Finanzminister:
  - Konrad zu Hohenlohe-Schillingsfürst 2. Dezember 1916 – 22. Dezember 1916
  - Stephan Burián 22. Dezember 1916 – 7. September 1918
- Kriegsminister:
  - Alexander von Krobatin (12. Dezember 1912 – 12. April 1917)
  - Rudolf Stöger-Steiner von Steinstätten (12. April 1917 – 11. November 1918)

## Minister
| k.k. Minister                                                        | ab / bis                                  | Amtsinhaber                                                                      | Partei | k.k. Behörde                          | Anmerkung |
| -------------------------------------------------------------------- | ----------------------------------------- | -------------------------------------------------------------------------------- | ------ | ------------------------------------- | --- |
| Ministerpräsident                                                    |                                           | Heinrich Clam-Martinic                                                           |        | Ministerratspräsidium                 | für das Amt für Volksernährung verantwortlich; gleichzeitig mit der Leitung des Ackerbauministeriums betraut                                                       |
| Justizminister                                                       |                                           | Josef Freiherr von Schenk                                                        |        | Justizministerium                     | |
| Minister für Landesverteidigung                                      |                                           | Friedrich Freiherr von Georgi                                                    |        | Ministerium für Landesverteidigung    | seit 1907 (Beck, Bienerth, Gautsch III, Stürgkh, Koerber II) |
| Minister für Kultus und Unterricht                                   |                                           | Max Freiherr Hussarek von Heinlein                                               | CS     | Ministerium für Cultus und Unterricht | seit 1911 (Stürgkh, Koerber II) im Amt; 1918 Ministerpräsident |
| Minister für öffentliche Arbeiten                                    |                                           | Ottokar Freiherr von Trnka                                                       |        | Ministerium für öffentliche Arbeiten  | seit 3. Nov. 1911 (Stürgkh, Koerber II) |
| Minister des Innern                                                  |                                           | Erasmus Freiherr von Handel                                                      |        | Ministerium des Innern                | zuvor Statthalter in Oberösterreich |
| Minister (inoffiziell: Staatsminister für Galizien)                  |                                           | Michał Bobrzyński                                                                |        | Ministerratspräsidium                 | zuvor seit 31. Oktober 1916 (Koerber II); vormals Statthalter von Galizien                                                                                         |
| Handelsminister                                                      |                                           | Karl Urban                                                                       |        | Handelsministerium                    | Dr., Brauereibesitzer, Reichsratsabgeordneter, Deutscher Nationalverband, Böhmen, 1901–1918                                                                        |
| Finanzminister                                                       |                                           | Alexander von Spitzmüller                                                        |        | Finanzministerium                     | 1. Dezember 1915–31. Oktober 1916 Handelsminister (Stürgkh); war mit der Regierungsbildung beauftragt, am 20. Dezember 1916 vom Kaiser von diesem Auftrag enthoben |
| Eisenbahnminister                                                    |                                           | Zdenko von Forster zu Philippsberg                                               |        | Eisenbahnministerium                  | mit der Leitung betraut 1908 / 1909 (Bienerth), Eisenbahnminister (Stürgkh) 3. November 1911–31. Oktober 1916                                                      |
| Ackerbauminister                                                     | ab 31. Okt. 1916                          | Heinrich Graf Clam-Martinic bis 1. Juni 1917, dann Ernst Seidler von Feuchtenegg |        | Ackerbauministerium                   | Clam vorher Ackerbauminister (Koerber II); mit der Leitung betraut, zugleich Ministerpräsident; Seidler sein Nachfolger als Ministerpräsident                      |
| Minister (ohne Portefeuille)                                         |                                           | Joseph Maria Baernreither                                                        |        | Ministerratspräsidium                 | mit Vorarbeiten für ein Sozialministerium befasst |
| Minister (ohne Portefeuille), Präsident des Amtes für Volksernährung | von 5. Jänner 1917 (bis 26. Februar 1918) | Anton Höfer                                                                      |        | Ministerratspräsidium                 | nach Kokstein zweiter Leiter des Amtes für Volksernährung; der erste, der gleichzeitig zum Minister ernannt wurde; nach Clam-Martinic im Ministerium Seidler       |